# 황산
황산(黃酸, H2SO4)은 강산성의 액체 화합물이다. 중국과 일본에서는 유황(硫黃)의 산이라 하여 유산(硫酸)이라고 하며, 북한에서도 류산이라고 한다. 대한민국에서도 유산이라는 말을 쓰기는 하지만 젖산을 뜻하는 유산(乳酸, 락트산)과 혼동할 수 있으므로 보통 황산이라고 부른다. 물을 제외하고 가장 많이 제조되며, 비료 제조, 광석처리, 폐수처리, 석유정제 등 매우 다양한 분야에 이용된다. 2001년을 기준으로 전세계 황산 생산량은 1억 6500만 톤에 달한다. 강산이므로 심각한 화학적 화상을 일으킨다.

## 성질과 용도

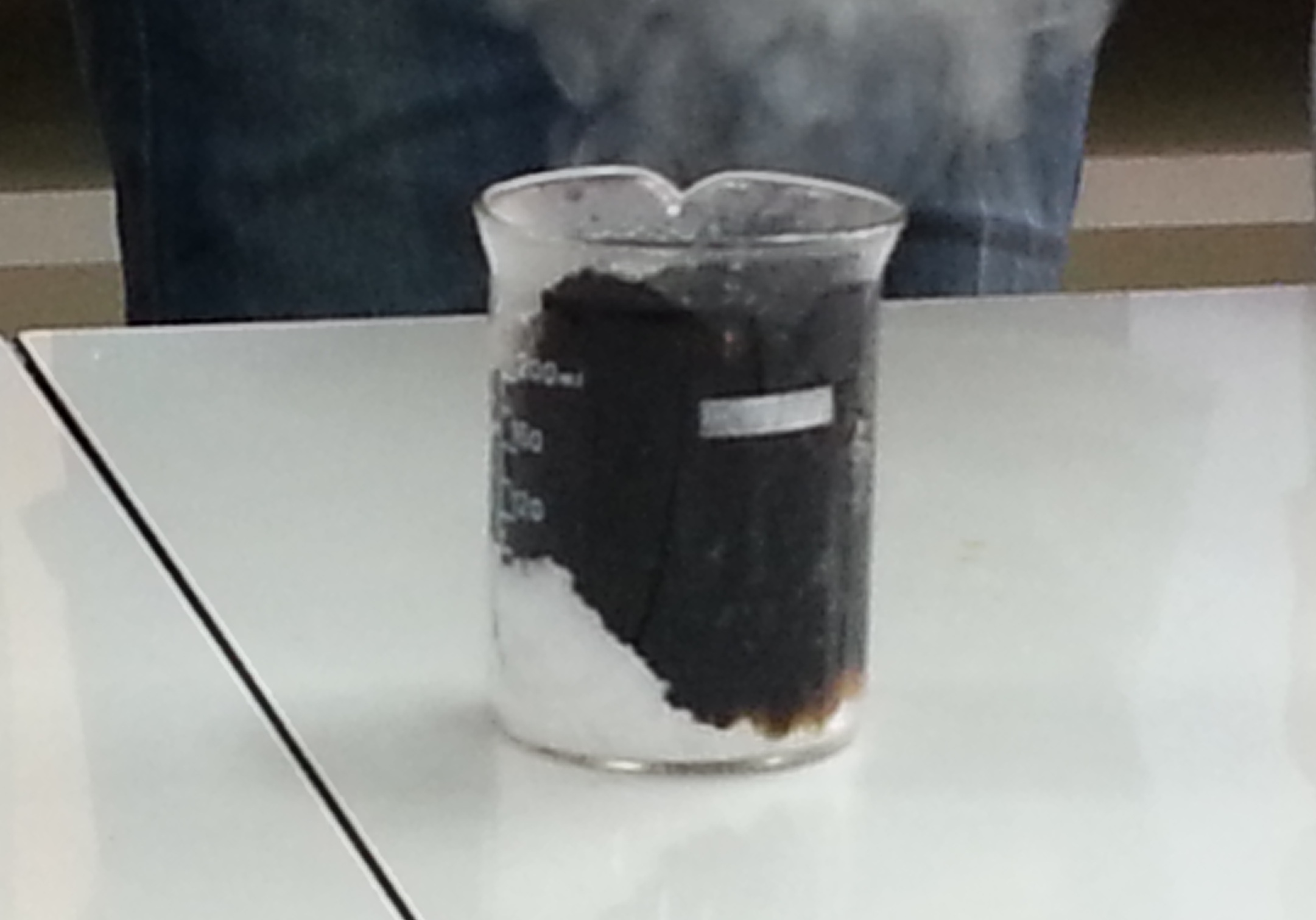
수분을 흡수하면 황산은 검게 변하는 경우가 많다.

약간의 점성을 띤 산성 액체이다. 물에 녹으면 발열하지만, 의외로 얼음과 혼재하면 한제(寒劑)로 사용되기도 한다. 염산과는 달리 비휘발성이기 때문에 농도가 낮은 황산이라도 황산에 함유된 수분이 증발하면 농축될 위험이 있다.
황산의 성질은 농도와 습도에 따라 크게 달라진다. 일반적으로 농도가 약 90% 미만으로 낮은 황산을 희황산 또는 묽은 황산이라고 한다. 묽은 황산은 강산성이다. 농도가 약 90% 이상으로 높은 황산을 농황산 또는 진한 황산이라고 한다. 진한 황산은 산으로서의 성질이 약한 대신 흡습성이 강하기 때문에 유기물에 대한 매우 강한 탈수 작용을 하며, 포도당과 접촉할 경우 수소와 산소를 물 분자의 형태로 빨아 들인 뒤 탄소 성분만 남긴다. 황산이 피부에 닿으면 화상을 입는 이유는 바로 이 탈수 작용과 발열 반응 때문이다. 황산은 주로 공업용품, 의약품, 비료, 폭약 등의 제조와 전지의 전해액으로 사용된다. 진한 황산과 진한 질산을 혼합한 혼산과 유기물이 반응하여 니트로화 반응을 일으키며, 대표적인 예로 톨루엔과 혼산을 반응시켜 트라이나이트로툴루엔(TNT)을 얻는 방법이 있다.
진한 황산을 가열한 것을 열농황산이라고 한다. 290 °C이상에서 진한 황산은 물과 삼산화 황으로 분해되는데, 분해된 삼산화 황은 강한 산화력을 가지고 있다. 이 때문에 열농황산은 강한 산화제로서 사용되고, 이온화 경향이 작은 구리나 은과도 반응을 한다. 또, 탄소와 같은 비금속과도 반응하여 술폰산을 만든다.(단, 발연황산을 사용한 방법이 일반적이다.)
염기와 반응하면 안정된 염(鹽)을 만든다. 특히 암모니아와의 염은 황산암모늄이라고 불리며, 안정되어 있고 흡습성도 적으며 물에 잘 녹으므로 암모니아 비료로서 우수하다. 황산암모늄의 제조에는 다량의 황산이 쓰이고 있는데, 비료의 작용을 하는 데는 황산 그 자체는 아무 소용이 없고 암모니아 이온을 붙잡아 두는 역할만 한다. 황산은 공업적으로 제조되고 있는 산 중에서 값이 가장 싼 것으로, 이와 같이 산이 필요할 때에 자주 사용된다. 진한 황산은 대단히 산화력이 강하므로 취급하는 데에 세심한 주의가 필요하다. 또 수분을 흡수하는 작용이 강하므로 이러한 성질을 이용해서 다른 산을 제조한다든지 석유·석탄가스 등의 정제 그리고 건조제 및 탈수제 등에 사용된다. 묽은 황산은 대부분 완전히 전리되어 있으므로 전도성이 있으며, 납축전지의 전해액으로서 비중 1.2∼1.3 정도의 황산용액(35%)이 쓰이고 있다.

## 제조
황산을 공업적으로 제조할 때의 주된 원료는 황이나 황화 철광 등을 태워서 생기는 이산화 황(SO2)이다. 이것을 산화시켜 삼산화 황(SO3)으로 만든 다음, 물에 용해시키면 황산(H2SO4)이 된다. 이산화 황을 산화시키는 방법으로는 연실법과 접촉법이 있다.

## 역사
황산의 연구는 고대로 거슬러 올라간다. 수메르 사람들은 그들이 물질의 빛깔에 따라 분류하여 놓은 비트리올(황산을 뜻함)의 목록을 가지고 있었다. 이 비트리올의 기원과 특성에 대한 최초의 논의 가운데 일부는 그리스 물리학자 디오스코리데스(기원후 1세기)와 로마의 자연주의자 대 플리니우스 (기원후 23~79년)의 작품에서 볼 수 있다. 갈레노스 또한 이 물질의 의학적인 이용을 논하였다. 비토리올 물질의 연금술적 이용은 파노폴리스의 조시모스의 헬레니즘에 관한 연금술 작품에서 그 기록을 통해 볼 수 있다.
18세기 영국에서는 광산업과 금속 공업이 급속히 발전하면서, 황산의 수요가 증대하였다. 그 때까지 황산은 주로 종 모양으로 된 유리제의 단지로 황을 태워 그 연기를 물에 흡수시켜 만들었으나, 1737년 영국의 의사 겸 화학자인 워드가 이 방법을 확대시켜, 용량이 큰 단지를 많이 써서 대량으로 황산을 만들어 팔았다. 이 때문에 황산 가격은 20분의 1로 내렸으나, 늘어나는 수요를 미처 따르지 못하였다. 이리하여 황산은 수공업 규모에서 공업적 규모로 바뀌는 전기가 되었다. 그것은 연실법(鉛室法)의 출현이었다. 버밍엄의 화학자 존 로벅은 반응에 쓸 그릇으로서 깨지기 쉽고 값이 비싼 유리 대신에 값이 싸고 어떠한 크기로도 만들 수 있는 납 용기를 사용할 것을 착안하였다. 1749년 로벅에 의하여 에든버러 근방의 프레스톤 판즈에서 연실법에 의한 황산 공장이 가동되기 시작하였다. 마침 이 무렵 영국 산업혁명의 추진력이 되었던 직물공업의 생산량은 폭발적으로 증가하기 시작하였으며, 피륙이 염색되어 시장에 나가기까지는 표백 공정을 거쳐야 하였는데, 당시의 표백은 전통적인 천일 표백이어서 목회(木灰)인 알칼리액과 산패우유(酸貝牛乳)의 산성액에 번갈아 담갔다가 햇볕에 바래는 방식이었다. 넓은 표백장이 필요한 데다, 1개월에서 수개월이 걸리는 이 공정은 직물 공장의 애로가 되었다. 게다가 산패우유는 수요에 따를 수가 없어 값의 상승이 심하였다. 이 무렵(1754년) 에든버러 대학의 홈은 산패우유 대신 묽은 황산을 쓰는 방법을 소개하였다. 황산은 값이 싼 데다 품질이 항상 일정하였다. 이 방법은 곧 보급되었고, 표백에 산을 쓰는 공정은 며칠에서 반나절로 단축되었다.
황산공업의 초기에 발달한 연실법은 질산식으로서 산화질소를 이용하고 있다. 이 방법은 연판으로 벽면을 만든 가로 세로가 50×10m, 높이 10m 되는 거대한 연실을 반응실로 사용하고 있었다. 이와 같은 거대한 장치는 많은 장소를 차지하며, 재료인 납이 비싸기 때문에 현재에는 원리적으로 동일한 질산식이며 탑을 사용한 개량방식으로 바꾸어었다. 질산식이라고 부르는 것은 원료의 하나로서 질산을 가하기 때문이며(때로는 암모니아를 사용), 이것이 산화되어서 이산화질소(NO2)로 된다. 이산화질소는 이산화황에 산소를 주고 일산화질소(Ⅱ) (NO)로 되며, 이것은 또 산소가스에 의해 산화되어 이산화질소로 되돌아간다. 이와 같이 이산화황가스를 산화시키는 데 직접 산소가스를 사용하지 않고 일부러 산화질소를 이용하는 이유는 산소가스를 갖고 직접 산화시키는 일은 보통 반응 속도가 느려서 매우 어렵기 때문이다.
그러나 촉매를 사용하면 일어나기 어려운 반응도 어느 정도 빨리 할 수 있다. 이를 사용한 것이 접촉식 제조법이다. 촉매에는 오산화바나듐이 사용된다. 백금이나 산화철 등으로도 촉매작용을 나타낼 수 있지만 오산화바나듐이 쓰이게 된 것은 가격·수명, 그리고 쓰기 편하다는 점 등의 종합적인 견지에서 이루어진 것이다. 접촉식에서는 촉매의 수명을 유지하기 위해서 이산화황을 주의깊게 정제해야 하기 때문에 황산의 제조비가 다소 비싸지만 순도도 높고 또 농도가 높은 황산을 만들 수가 있으므로 이러한 접촉식에 의한 생산이 차츰 증가하고 있다.

## 같이 보기
- 왕수
- 다이에틸 에터
- 피라냐 용액